# François Fortier
François Fortier (* 13. června 1979, Beauport, Québec, Kanada) je bývalý kanadský hokejový útočník, který odehrál většinu kariéry v evropských ligách.

## Kariéra
François Fortier, který s ledním hokejem začal v pěti letech, hrál v juniorském věku v lize QMJHL za tým Sherbrooke Faucons, kde odehrál celkově 193 zápasů, ale nikdy nebyl draftován klubem NHL. Od roku 1998 nastupoval v severoamerické nižší lize AHL za Hartford Wolf Pack, kde debutoval jedním zápasem v sezóně 1998/99. V sezóně 1999/00 hrál za Hartford 63 zápasů. Sezónu 2000/01 odehrál v ECHL za tým Mississippi Sea Wolves.
Před sezónou 2002/03 odešel do Evropy, kde hrál v německé lize DEL za tým Schwenninger Wild Wings, ve kterém hrál jednu sezónu a poté podepsal smlouvu s dalším německým týmem Augsburger Panther. Po dvou sezónách v Augsburgeru začal hrát za Hamburg Freezers, kde hrál 5 let.
Po sezóně 2009/10 šel hrát do Rakouska, kde nastupoval v týmu Vídeň Capitals, kde podepsal smlouvu do roku 2013. Sezónu 2014/15 odehrál za EC VSV a norský Vålerenga Ishockey a poslední dvě sezóny kariéry odehrál v Kanadě za několik klubů LNAH.

## Klubové statistiky
| Sezona        | Klub                    | Soutěž        | Základní část | Základní část | Základní část | Základní část | Základní část | Play off | Play off | Play off | Play off | Play off |
| Sezona        | Klub                    | Soutěž        | Z             | G             | A             | B             | TM            | Z        | G        | A        | B        | TM       |
| ------------- | ----------------------- | ------------- | ------------- | ------------- | ------------- | ------------- | ------------- | -------- | -------- | -------- | -------- | -------- |
| 1996/97       | Sherbrooke Faucons      | QMJHL         | 62            | 21            | 16            | 37            | 72            | 3        | 0        | 2        | 2        | 2        |
| 1997/98       | Sherbrooke Faucons      | QMJHL         | 70            | 36            | 52            | 88            | 42            | –        | –        | –        | –        | –        |
| 1998/99       | Sherbrooke Castors      | QMJHL         | 48            | 36            | 40            | 76            | 8             | 13       | 6        | 9        | 15       | 4        |
| 1998/99       | Hartford Wolf Pack      | AHL           | 1             | 0             | 0             | 0             | 0             | –        | –        | –        | –        | –        |
| 1999/00       | Hartford Wolf Pack      | AHL           | 63            | 6             | 9             | 15            | 14            | –        | –        | –        | –        | –        |
| 2000/01       | Charlotte Checkers      | ECHL          | 7             | 1             | 5             | 6             | 15            | –        | –        | –        | –        | –        |
| 2000/01       | Hartford Wolf Pack      | AHL           | 28            | 2             | 6             | 8             | 8             | –        | –        | –        | –        | –        |
| 2000/01       | Quebec Citadelles       | AHL           | 28            | 5             | 5             | 10            | 17            | –        | –        | –        | –        | –        |
| 2001/02       | Mississippi Sea Wolves  | ECHL          | 71            | 36            | 55            | 91            | 55            | 10       | 4        | 9        | 13       | 13       |
| 2002/03       | Schwenninger Wild Wings | DEL           | 52            | 20            | 19            | 39            | 30            | –        | –        | –        | –        | –        |
| 2003/04       | Augsburger Panther      | DEL           | 52            | 18            | 27            | 45            | 16            | –        | –        | –        | –        | –        |
| 2004/05       | Augsburger Panther      | DEL           | 52            | 15            | 23            | 38            | 26            | 5        | 1        | 2        | 3        | 2        |
| 2005/06       | Hamburg Freezers        | DEL           | 44            | 24            | 20            | 44            | 24            | 6        | 0        | 4        | 4        | 4        |
| 2006/07       | Hamburg Freezers        | DEL           | 52            | 28            | 31            | 59            | 26            | 7        | 5        | 1        | 6        | 8        |
| 2007/08       | Hamburg Freezers        | DEL           | 53            | 24            | 21            | 45            | 61            | 8        | 5        | 2        | 7        | 4        |
| 2008/09       | Hamburg Freezers        | DEL           | 52            | 22            | 31            | 53            | 30            | 9        | 2        | 5        | 7        | 2        |
| 2009/10       | Hamburg Freezers        | DEL           | 56            | 23            | 30            | 53            | 18            | —        | —        | —        | —        | —        |
| 2010/11       | Vienna Capitals         | EBEL          | 51            | 48            | 36            | 84            | 61            | 10       | 3        | 9        | 12       | 2        |
| QMJHL celkově | QMJHL celkově           | QMJHL celkově | 180           | 93            | 108           | 201           | 122           | 16       | 6        | 11       | 17       | 6        |
| ECHL celkově  | ECHL celkově            | ECHL celkově  | 78            | 37            | 60            | 97            | 70            | 10       | 4        | 9        | 13       | 13       |
| AHL celkově   | AHL celkově             | AHL celkově   | 120           | 13            | 20            | 33            | 39            | 0        | 0        | 0        | 0        | 0        |
| DEL celkově   | DEL celkově             | DEL celkově   | 305           | 129           | 141           | 270           | 183           | 26       | 11       | 9        | 20       | 18       |